# Битва при Каннах (1018)
Битва при Каннах — сражение, являющееся частью Нормандского завоевания Южной Италии, произошедшее в 1018 году между византийцами под командованием итальянского катепана Василия Бойоаннеса и лангобардами под предводительством Мелуса из Бари вблизи Канн в Апулии, находившейся тогда под властью Византийской империи; в том же месте, где карфагенский полководец Ганнибал разгромил римскую армию в 216 году до нашей эры. Битва закончилась победой византийцев, лангобарды потерпели сокрушительное поражение.

## История
Несколькими годами ранее Мелус поднял восстание против византийского владычества, но после первоначальных успехов потерпел поражение и был изгнан. В 1016 году началось новое восстание, на этот раз инициированное норманнами. Успехи повстанцев в 1017 году вынудили императора Василия II направить в Апулию в помощь гарнизону отряд варяжской стражи.
Две армии встретились у реки Офанто, в том же месте, где во время Второй Пунической войны произошла гораздо более известная Битва при Каннах. Лангобардов поддерживали конные норманнские наёмники под командованием Гилберта Буатере; византийцы были усилены элитным отрядом варяжской стражи. Повстанцы были разгромлены. Гилберт Буатере пал в бою, а вместе с ним и большинство норманнов. Мелусу удалось бежать в Папскую область и, в конце концов, ко двору императора Священной Римской империи Генриха II в Бамберге, где он и умер в 1020 году.
Однако поражение не помешало норманнским завоевателям в последующие годы установить свою гегемонию в Италии. Через год после Битвы при Каннах норманнский гарнизон был размещён в Трое на содержании Византийской империи, в основном он был сформирован из норманнов Буатере, уцелевших в сражении. В 1071 году, завоевав Бари, норманны окончательно овладели последним оплотом Византии на Апеннинском полуострове.